# Kelamangalam
Kelamangalam är en ort i Indien.   Den ligger i distriktet Krishnagiri och delstaten Tamil Nadu, i den södra delen av landet, 1 800 km söder om huvudstaden New Delhi. Kelamangalam ligger 794 meter över havet och antalet invånare är 11 328.
Terrängen runt Kelamangalam är platt. Runt Kelamangalam är det tätbefolkat, med 286 invånare per kvadratkilometer. Närmaste större samhälle är Hosūr, 15,0 km norr om Kelamangalam. Trakten runt Kelamangalam består till största delen av jordbruksmark.